# Spilosoma roseata
Spilosoma roseata là một loài bướm đêm thuộc phân họ Arctiinae, họ Erebidae.